# Madeleine Dassault (SNS 085)
Le Madeleine Dassault (SNS 085) est un  bateau de la Société nationale de sauvetage en mer (SNSM). Il fait partie de la série des canot tous temps de 17,60 m, série commencée en 1980. C'est un canot tous temps avec une coque en polyester et en CVR (composite verre-résine) et est insubmersible et auto-redressable. Il peut ainsi sortir dans n'importe quelle condition de vent et de mer, et peut affronter les mers les plus dures. Il appareille après le quart-d'heure qui suit l'alerte, elle-même déclenchée par le CROSS Étel pour un sauvetage ou une évacuation sanitaire (EVASAN). Les canots tous temps sont reconnaissables à leur coque de couleur verte (couleur héritée de la SCSN) et à leur immatriculation « SNS 0nn ».

## Service
Il est en service à la station SNSM du Port-Médoc — commune du Verdon-sur-Mer — depuis 1996. 
En 2012, le canot a effectué une trentaine de sauvetages.